# Espgaluda II
Espgaluda II est un shoot 'em up développé par Cave paru en 2005 sur borne d'arcade (Cave 3rd Generation). Espgaluda II Black Label sort au Japon le 25 février 2010 dans une version HD, mode de jeu et musiques différentes sur Xbox 360. La version Nintendo Switch est sorti 9 septembre 2021.

## Équipe de développement
- Producteur : Kenichi Takano
- Directeur : Tsuneki Ikeda
- Programmeurs : Tsuneki Ikeda, Takashi Ichimura, Yuji Inoue
- Chef designer : Hideki Nomura
- Design des personnages: Masaki Hirooka
- Design des stages et mécanique: Hideki Nomura
- Design des personnages et motion designer : Toshiyuki Kurpowa
- Designer : Hiroyuki Tanaka, Takeharu Isogai, Takashi Suzuki
- Voix des personnages :
  - Asagi female: Ikumi Fujiwara
  - Asagi male: Yuki Fujii (AS KIKAKU)
  - Ageha male: Shuya Kishimoto (AS KIKAKU)
  - Ageha female: Aiko Igarashi (AS KIKAKU)
  - Tateha female: Emi Kawauchi (AS KIKAKU)
  - Tateha male: Kyo Sakai (AS KIKAKU)
  - Tsubame: Kaori Sekine (AS KIKAKU)
  - Janome: Megumi Satou (AS KIKAKU)
  - Madara: Takeyasu Nankumo (AS KIKAKU)
  - Seseri: Yuka Haneda (AS KIKAKU)
- Compositeurs: Manabu Namiki (Basiscape), Mitsuhiro Kaneda (Basiscape)
- Créateur des sons: Reeb
- PV director: Showgo Ookawa
- Joueur test : Yasushi Imai
- Superviseur : Sanae Ikeda
- Assistants spéciaux : Toshiaki Tomizawa, Takatsugu Furuhata, Kaori Itamura, Yui Yoshii, Daisuke Matsumoto, Michihiro Yamasaki, Takeshi Satoh, Ichiroh Nishitani, Taketsugu Yamamoto, Takato Yamashita, Junko Ueki, Shinsuke Fuyutou, Ayumi Fujisaki, Toshihiro Nenui, Katsunori Nakamura, Kumiko Ishihara, Maiko Mori, Makiko Terasaki, Akira Wakabayashi, Ikumi Fujiwara, Mao Yanagi, Remi Tachibana, AMI ALL STAFFS